# (26197) Bormio
(26197) Bormio (1997 FN1) – planetoida z grupy pasa głównego asteroid okrążająca Słońce w ciągu 3,59 lat w średniej odległości 2,34 j.a. Odkryta 31 marca 1997 roku.